# Rosa Rosen
Rosa Rosen (Buenos Aires, 28 de agosto de 1918 - Buenos Aires, 11 de julio de 2004) fue una actriz argentina.

## Biografía
Hija de madre rusa y de padre alemán, se crio en el barrio de Boedo de Buenos Aires, donde pasó su infancia y adolescencia.
Desde pequeña le apasionaba la interpretación y fue su maestra de segundo grado quien le aconsejó a su madre que la iniciara en el campo de la actuación; fue así, que siendo muy niña, ingresó a la Escuela de Angelina Pagano, teniendo por compañeros, entre otros, a Irma Córdoba, Ángel Magaña y Marcos Zucker que con el correr de los años se convertirían en grandes figuras del espectáculo. Bajo la tutela de Angelina Pagano tomó clases de actuación y también de danza clásica, canto y música, lo que le permitió a los 14 años ingresar a la Escuela Nacional de Arte Dramático.
Debutó profesionalmente en 1933, como damita joven en la compañía de Luis Arata con El gorro de cascabeles, de Luigi Pirandello. Por este primer trabajo no sólo cosechó buenas críticas sino también el reconocimiento de Pirandello, que se encontraba de visita en el país.
En 1935 trabajó en la obra Boite rusa con la compañía de Pierina Dealessi y José Olarra, con gran éxito, llegando a las 350 representaciones.
En 1936 fue contratada como primera actriz joven por la Compañía Nacional de Comedias del Uruguay junto a figuras como Tita Merello y Santiago Arrieta.
Al año siguiente ingresó a la compañía de Paulina Singerman actuando en La fierecilla domada de William Shakespeare junto a Esteban Serrador, quien con el paso de los años se convirtió en un gran amigo.
La carrera de Rosa Rosen continuó en ascenso con su entrada en la compañía de Mecha Ortiz en la que permaneció entre 1938 y 1941, interviniendo en obras como Mujeres de Claire Booth que requería de 25 actrices, entre las que se encontraban Amelia Bence y Juana Sujo.
Alejada de la compañía de Mecha Ortiz pasó por las de Nicolás Fregues, Pepita Serrador y Narciso Ibáñez Menta. Con este último y bajo su dirección estrenó en 1941 en el Teatro Politeama la pieza Mis amadas hijas, de Catherine Turney, junto a Fanny Navarro.
1945 marcó un hito en su carrera ya que debutó como primera actriz en La señorita Julia de August Strindberg. Siempre como primera actriz en 1951 protagonizó en el Teatro Imperio La sirena varada de Alejandro Casona junto a Esteban Serrador como primer actor y director; Serrador también la dirigió con gran éxito en La heredera (basada en Washington Square, de Henry James), obra que agotó las localidades todos los días mientras estuvo en cartel.
En 1945 contrajo enlace con el abogado Horacio E. Ferrari, quien fue su gran amor y con quien compartió el resto de su vida. De esa unión nació su único hijo, Horacio Miguel. A continuación interpretó Rostro perdido de Samuel Eichelbaum y La salvaje de Jean Anouilh, esta última fue una obra muy querida por Rosen y el esfuerzo y entrega al hacerla le provocó una congestión pleural que la mantuvo un tiempo alejada de los escenarios. Fue en esos años que se acercó a nuevas expresiones del teatro e interpretó Marta Ferrari de Carlos Gorostiza, Anna Christie de Eugene O'Neill, Réquiem para una mujer de William Faulkner y La mujer del domingo de Ted Willis, todas en el Teatro Lasalle.
El 16 de agosto de 1950 se estrenó por la compañía encabezada por Rosen y José Cibrián en el Teatro Imperio la obra La sirena varada de Alejandro Casona dirigida por Esteban Serrador con la participación actoral de Ricardo Galache, Rafael Frontaura, Juan Madrilei, Carlos Enríquez, Fernando Labat y Octavio Álvarez. A continuación y en el mismo teatro pusieron La heredera de Henry James, figurando en el elenco Ricardo Galache, José María Gutiérrez, Aurelia Ferrer, Blanca Tapia, Adriana Alcock, Fernando Labat, Julia Sandoval y Matilde Rivera. En 1952 la Compañía Rosa Rosen y Guillermo Battaglia representaron en el Teatro Buenos Aires, Rostro perdido, obra escrita y dirigida por Samuel Eichelbaun, figurando en el elenco Ricardo Castro Ríos, Blanca Tapia, Arturo Bamio, Pancho Romano, Aurelia Ferrer, José Majera, Ricardo Carenza, Domingo Bucci, Liria Marin y Margarita Corona. A fines de ese mismo año Rosen encabezó la compañía que puso en escena en el Teatro Versailles la obra de Jean Anouilh La salvaje, en traducción de Julio Escobar y dirección de Esteban Serrador; fueron parte del elenco, José Cibrián, Nathan Pinzón, Gloria Ferrandíz, Margot Cottens, Ricardo Castro Ríos y Lalo Hartích.
A pedido del decano de la Facultad de Derecho, estrenó en esa institución El águila de dos cabezas de Jean Cocteau, obra que posteriormente llevó al Teatro Florida durante el año 1963.
A continuación estrenó El vestido malva de Valentina de Françoise Sagan (1964), Porque tan violento de William Inge (1965), El tema eran las rosas de Frank Gilroy (1966) y El hombre de mundo de Ventura de la Vega, en el Teatro Nacional Cervantes (1969) acompañada por Esteban Serrador y Susana Freyre.
A comienzos de los años 1970 estrenó Mariposa mariposa, de Aldo Nicolaj, en el Teatro Lassalle, en el mismo teatro y en 1971 El baile de las sirvientas, de Diego Barrachini, La selva y el reino, de Atilio Betti, El día que secuestraron al Papa, dirigida por Cecilio Madanes en el Teatro Astral (1973) y Arrorró mi hombre junto a Graciela Borges en el Teatro Provincial de Mar del Plata en 1975. El día después de la fiesta, de Frank Harvey, en el Teatro del Globo (1977), Marcelo el mecánico junto a Irma Córdoba en el Teatro Regina (1978) y Viejo mundo junto a Carlos Muñoz (1924-1992), quien también dirigió; es una obra del soviético Alexei Arbusov, fue traducida por Emilio Stevanovitch y trata sobre el tiempo, el devenir, el envejecer, a través del diálogo de los dos personajes.
En 1982 repuso La mujer del domingo, esta vez acompañada por Marcos Zucker, Edda Bustamante y Gustavo Garzón en el elenco. Tras dos años de ausencia, y de la mano de Agustín Alezzo, regresó a las tablas para interpretar Arsénico y encaje antiguo junto a grandes figuras como Lydia Lamaison, Gianni Lunadei, Adrián Ghío y Nathán Pinzón; la obra se realizó en el Teatro Blanca Podestá en 1984. El 27 de septiembre de 1985 en el mismo teatro, bajo la dirección de Agustín Alezzo Rosa Rosen estrenó la obra de Joseph Kesselring Arsénico y encaje antiguo, junto a Gianni Lunadei, Lidia Lamaison, Hugo Caprera, Nathan Pinzón, Cecilia Cenci y Adrián Ghío entre otros. En 1987 en el mismo teatro y también dirigida por Alezzo estrenó Sólo 80 (Harold y Maud), de Colin Higgins, junto a Amelia Bence, con quien en la juventud había compartido la obra Mujeres y el filme La fuga.
En 1998 Rosa Rosen decidió dar por terminada su trayectoria teatral con la obra El cuarto de huéspedes, de la autora francesa Lolleh Bellon, acompañada por la actriz Mariana Torres, hija de la recordada Lolita Torres, y con dirección de Kado Kostzer.
La actriz estuvo incluida entre los artistas prohibidos durante la dictadura militar argentina.

## Cine
En 1933, con el nacimiento del cine sonoro en la Argentina, Rosa Rosen actuó en su primer filme junto a Luis Sandrini: El hijo de papá, de John Alton; luego filmó La fuga, de Luis Saslavsky, y en 1938 fue convocada por Leopoldo Torres Ríos para filmar La estancia del gaucho Cruz, junto al que fuera el más importante galán de la época, José Gola.
Rosa Rosen realizó en total 19 películas, de las cuales se recuerdan en especial El sobretodo de Céspedes con Tito Lusiardo, Una vez en la vida junto a Libertad Lamarque, Capitán Veneno con Luis Sandrini, Cuando la primavera se equivoca con Elisa Christian Galvé y Juan José Míguez, Delirio con Arturo García Buhr, De padre desconocido con Delia Garcés y Enrique Muiño, La campana nueva con Pedro Quartucci, Deshonra, con Fanny Navarro, Tita Merello y Mecha Ortiz, El protegido dirigida por Leopoldo Torre Nilsson y El hombre de la deuda externa con Héctor Alterio.

## Radio
Paralelamente a su actividad teatral, Rosa Rosen se convirtió en la década del '40 en una de las grandes estrellas de la época dorada del radioteatro. Una de las obras de mayor éxito fue El conde de Montecristo, junto a Narciso Ibáñez Menta en Radio El Mundo. En el mismo ciclo de radioteatro Lever protagonizó en 1943 Anna Karenina, de León Tolstói, encabezando el elenco con Luisa Vehil y Santiago Arrieta. En 1947 obtuvo otro gran éxito con la adaptación del clásico argentino "La guerra gaucha" en el ciclo de Radioteatro Lux, en la década del '50 realizó Historia de una mala mujer y Ana y el rey de Siam para el ciclo Llao-Llao, de Radio Belgrano. En 1953 estelarizó Mujercitas en el Radioteatro de las Estrellas de Radio Splendid, y al año siguiente realizó La escalera de caracol, de Eifel Celesia, para el ciclo Palmolive de Radio El Mundo.

## Televisión
En televisión comenzó a actuar prácticamente desde sus comienzos, en 1954, protagonizando grandes obras del teatro universal tanto en canal 7 como en el 9, desde su inauguración, en 1960, en el ciclo El Teatro de Rosa Rosen.
Reeditó, además de la mayoría de sus éxitos teatrales, obras como La vida que te di, de Luigi Pirandello, El abanico de Lady Windemere, de Oscar Wilde, La dama de las camelias, de Alejandro Dumas y Living Room, de Graham Green. Encabezó los ciclos Más allá del color junto a Esteban Serrador, A la sombra del hombre, en canal 9, Historias de entre casa, en canal 13, Teatro del Sábado y El Teatro de Helena Rubinstein, en canal 7, Honrarás a tu madre, en canal 9 y Un hogar acaso como el de usted. En el año 1965 protagonizó grandes piezas teatrales en el ciclo Gran Teatro Universal, en canal 9, y posteriormente intervino en los ciclos Alta comedia, Las 24 horas y Situación límite, de Nelly Fernández Tiscornia, que se emitía en canal 7, la telenovela Herencia de amor, por canal 7, y en 1994 realizó su último trabajo televisivo en Marco, el candidato, junto a Rodolfo Bebán.

## Fallecimiento
Rosa Rosen falleció el 11 de julio de 2004 víctima de una neumonía, a la edad de 87 años. Dejó el recuerdo de una voz única, comparable solamente con las de Lola Membrives y Berta Singerman.

## Filmografía
- El hombre de la deuda externa (1987).
- El protegido (1956).
- Deshonra (1952)...Presa
- La campana nueva (1950).
- De padre desconocido (1949).
- Delirio (1944).
- Los hombres las prefieren viudas (1943).
- Capitán Veneno (1943).
- Cuando la primavera se equivoca (1942).
- Mar del Plata ida y vuelta (1942).
- Una vez en la vida (1941).
- Los pagarés de Mendieta (1939)...Clota
- El sobretodo de Céspedes (1939)...Amalia
- La estancia del gaucho Cruz (1938).
- La fuga (1937)...Lidia Báez
- La muchacha del circo (1937).
- Loco lindo (1936)...Muchacha en almacén
- El hijo de papá (1933).

## Premios y distinciones[2]
- Premio Talía, por interpretación de La Salvaje, 1946.
- Premio Rico Tipo, por su labor actoral.
- Candidata al premio Martín Fierro, por su labor en la obra Réquiem para una mujer de 1958.
- Medalla otorgada por el “Rincón de Julia Vidal”, al arte de Rosa Rosen, 1965.
- Premio Buen Ayre, otorgado por el Círculo de Poetas de Buenos Aires, 1977.
- Medalla de la Municipalidad de Comodoro Rivadavia, Chubut.
- Reconocimiento de la Secretaría de Cultura de la Municipalidad de la Ciudad de Buenos Aires y el Museo del Cine “Pablo C. Ducrós Hicken”, en la celebración de la “Noche del Cine Argentino”, por su valioso aporte a la primera época sonora de nuestro cine, 1978.
- Premio LT 2 Radio General San Martín de Rosario, por la mejor actuación teatral del año 1979 en la obra Viejo Mundo.
- Ternada por su interpretación en la obra Viejo Mundo para el premio Estrella de Mar de 1980.
- Premio “Casa del Teatro”, por su trayectoria artística, 1990.
- Diploma de la Municipalidad de Buenos Aires, por su aporte por el cual Buenos Aires ha sido nominada Capital Iberoamericana de la Cultura, 1992.
- Premio de la “Asociación Amigos del Teatro Nacional Cervantes”, por su trayectoria, 1994.
- Reconocimiento a su trayectoria y aporte a la Cultura Nacional, Municipalidad de la Ciudad de Buenos Aires.
- Homenaje de la Compañía de Teatro “Angelina Pagano”, a la primera actriz Rosa Rosen por su trayectoria, 1995.
- Premio Podestá a la “Trayectoria Honorable 1995”, otorgado por la Asociación Argentina de Actores.
- Diploma de Honor, conferido por el Honorable Senado de la Nación, 1995.
- Premio “María Guerrero 1998”, por su trayectoria, otorgado por la Asociación Amigos del Teatro Nacional Cervantes, el Ministerio de Cultura de España y el Instituto de Cooperación Iberoamericana.
- Reconocimiento del 16.º Festival Internacional de Cine de Mar del Plata, a la valiosa contribución que con su talento y trabajo aportó como actriz a la cinematografía argentina, 2001.
- Premio “Florencio Sánchez 2002”, a su trayectoria.